# Hažín
Hažín (allemand : Haschin), est un village de Slovaquie situé dans la région de Košice.

## Histoire
Première mention écrite du village en 1336.

## Démographie

### Évolution de la population
| Année:               | 1994. | 2004.   | 2014.   | 2024.   |
| -------------------- | ----- | ------- | ------- | ------- |
| Nombre de personnes: | 435   | 452     | 478     | 466     |
| Différence:          |       | +3,90 % | +5,75 % | -2,51 % |

| Année:               | 2023. | 2024.   |
| -------------------- | ----- | ------- |
| Nombre de personnes: | 472   | 466     |
| Différence:          |       | -1,27 % |

## Politique
| Nom              | Parti politique  | Date de l'élection | Fin du mandat |
| ---------------- | ---------------- | ------------------ | ------------- |
| Marianna Šimková | SDKÚ-DS,SMER,KDH | 02.12.2006         | Déc. 2010     |